# Éclade

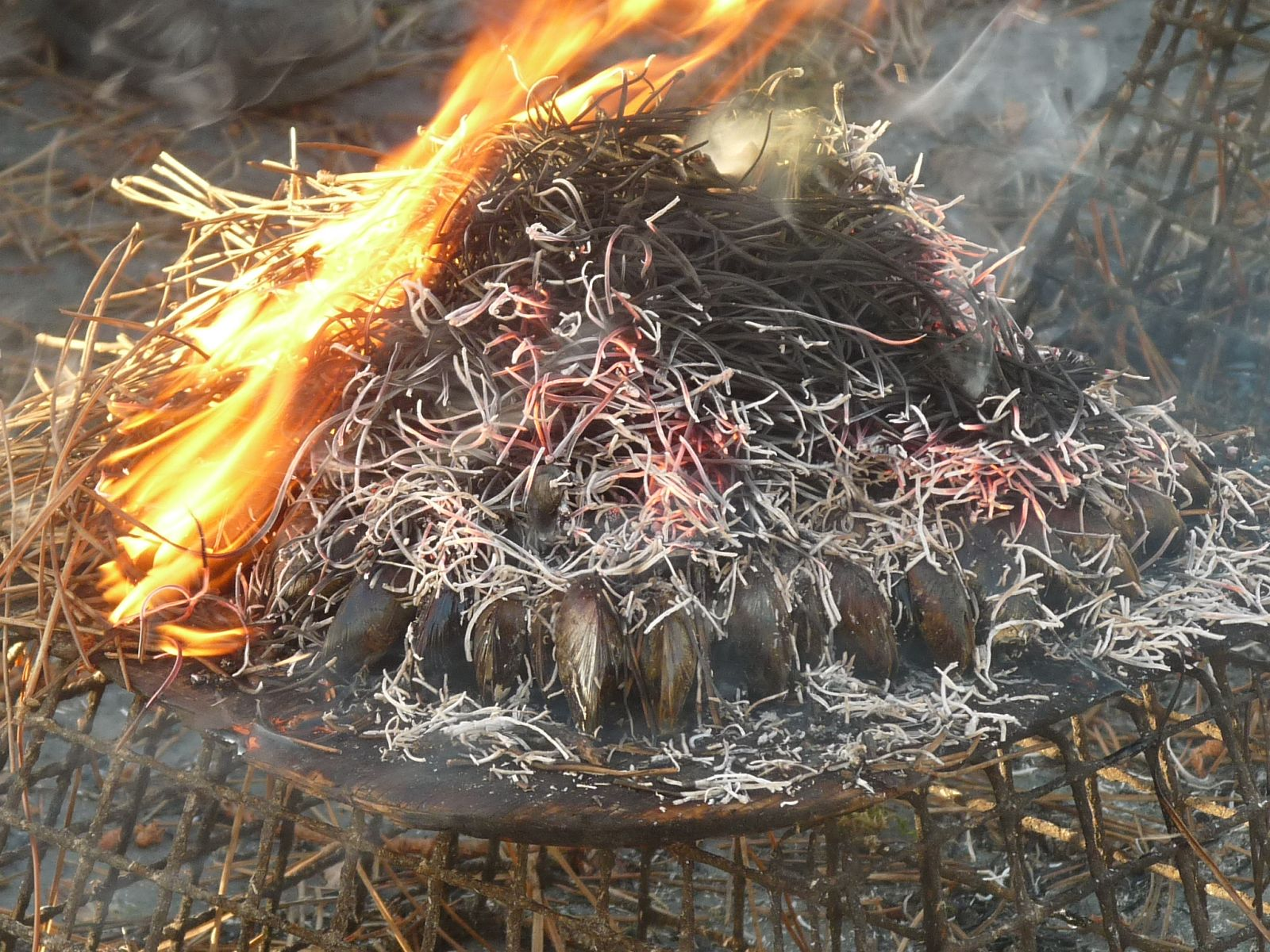
Mise à feu des aiguilles de pin recouvrant les moules

L'éclade ou églade est une préparation typique de moules caractéristique de la cuisine charentaise. Elle est originaire de la Charente-Maritime, et plus particulièrement de l'île d'Oléron et de la région de Royan (Royannais).

## Étymologie
Les mots éclade et églade, devenus du français régional surtout de la côte charentaise, sont une francisation des mots saintongeais équiade et éguiade. Selon le Dictionnaire des régionalismes de France, le mot églade (et donc éguiade) viendrait du mot saintongeais éguier (signifiant trier, par exemple les moules dans une éclade), attesté en Charente-Maritime , avec suffixation en « ade » sur le modèle de mouclade, qui aurait pu favoriser la désonorisation en éclade (et donc équiade).
Une autre source évoque le mot aiguillade, à cause des aiguilles de pin, ce qui localise d'ailleurs la recette à la région Oléron-Royan, mot qui se serait transformé en éguiade. La forme éclade serait due à l'influence du mot « éclat », car les coquilles de moules éclatent sous la chaleur du feu; le terme « moules en éclat » est parfois employé.
L'éclade est également parfois connue par les anciens localement sous le nom saintongeais de terrée car à l'origine les moules étaient disposées sur la vase séchée (terre) des marais et recouvertes de tiges de fèves desséchées. Une variante intermédiaire existe dans l'île de Ré qui consiste à recouvrir au préalable la planche de glaise. Cette étymologie (non sourcée) est contestée : il semble plutôt que le mot térée, attesté en Charente-Maritime dans la vallée de la Seudre, soit de la famille du latin torrere (griller, consumer) et qu'il n'ait de toute façon aucun rapport avec « terre ».
L'éclade est enfin connue sous le nom de ulée, attesté en Charente-Maritime dans la région de Fouras (secteur où influences linguistiques saintongeaises et poitevines se conjuguent). Le mot ulée est de la famille du latin uro (brûler) fréquentatif ustulare. 

## Présentation

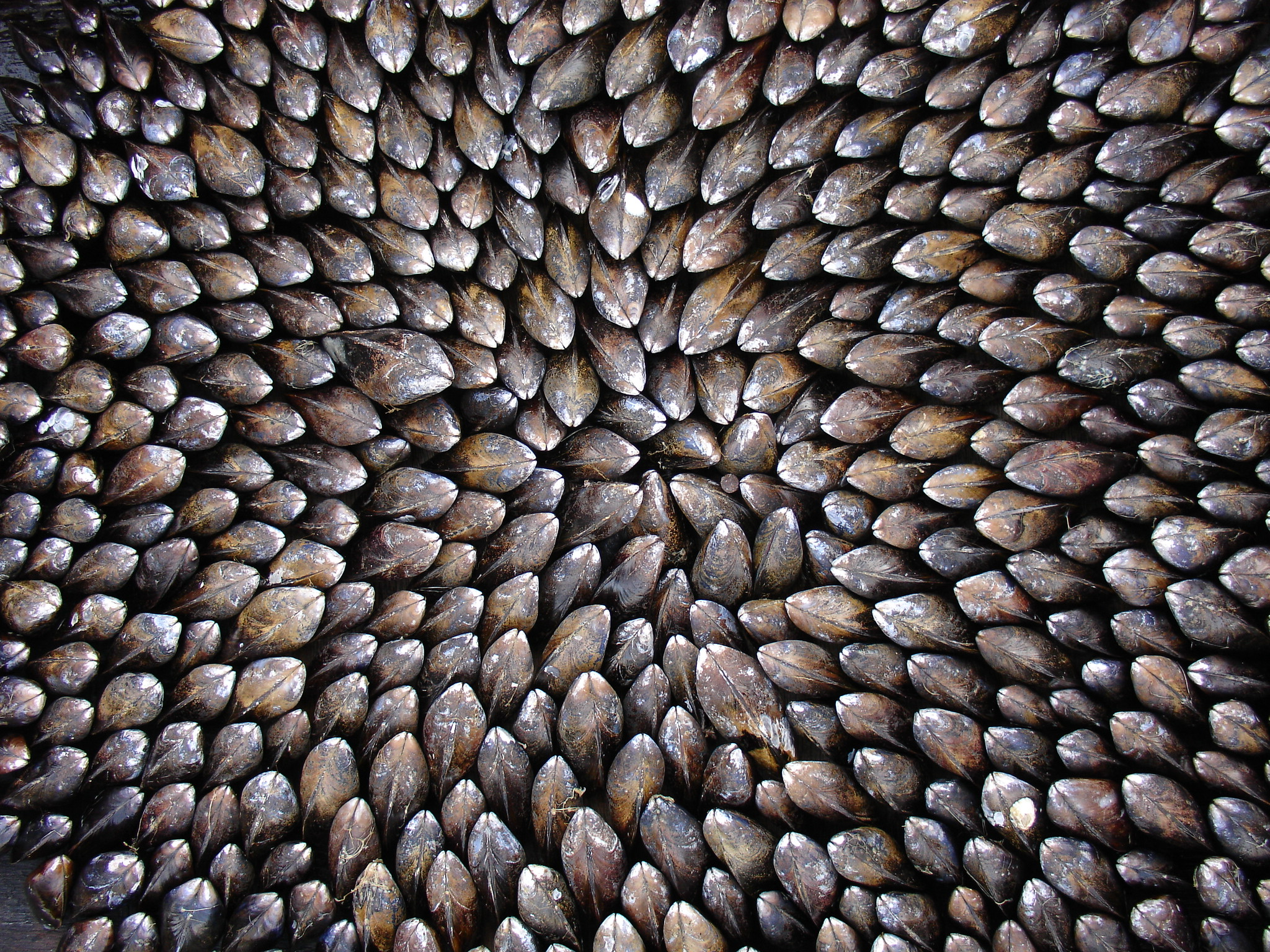
Position verticale des moules

Les moules doivent être dressées verticalement (soit pointes vers le haut pour conserver leur jus, soit pointes vers le bas pour éviter que des brandons n'entrent à l'intérieur) et en spirale sur une planche de bois (au centre de laquelle on a parfois planté quelques clous). Il est aussi commode de poser les quatre premières moules horizontalement en croix, puis on intercale les autres verticalement en comblant les trous et en les serrant bien afin qu'elles ne s'ouvrent pas à la cuisson. 
On recouvre ensuite d'une bonne épaisseur d'aiguilles de pin, auxquelles on met le feu, qu'on active à l'aide d'un carton, qui sera également utilisé pour disperser les cendres à la fin de la cuisson. L'opération peut être renouvelée jusqu'à cuisson satisfaisante des moules, c'est-à-dire jusqu'à ce que les moules s'entrouvrent légèrement. Traditionnellement on ne se cantonnait pas aux aiguilles de pin, le combustible pouvant être des ripes de bois fines, ou des fanes de fèves, ces dernières étant même préférées par les locaux, parce qu'elles brûlent juste le temps nécessaire.
On mange traditionnellement l'éclade avec du pain et du beurre des Charentes, accompagné de vin blanc du pays charentais.